# Lucy Martínez
Lucy Martínez Tello (Cali, 12 de junio de 1946) es una actriz colombiana que ha incursionado tanto en televisión, como en teatro. Ha participado en diversas telenovelas como El clon, Doña Bárbara yEn cuerpo ajeno.

## Carrera
Estudió en el Liceo Departamental en Cali. Sus padres fueron Adolfo Martínez y Clemencia Tello de Martínez. Su padre la matriculó personalmente en la Escuela de Teatro de Cali, también habló con el profesor Enrique Buenaventura.
En 1955, cuando surgió el TEC como grupo profesional, tuvo compañeros como Yolanda García, Fanny Mikey, Miguel Mondragón, Mario Ceballos, Octavio Marulanda, Elios Femández, Humberto Arango, Ana Ruth Velasco, Edilberto Gómez, Aída Fernández, Fernando Pérez y Berta Cataño. Allí empezó a actuar en diferentes obras de teatro infantiles, clásicas o de vanguardia. 
El grupo ganó muchos premios en concursos nacionales en Bogotá. Luego se ganaron varios trofeos gracias a una obra titulada A la diestra de Dios padre, para luego viajar a Francia, al Festival de Teatro de las Naciones Unidas, para presentarse en uno de los teatros del lugar.
Martínez participó en diversas obras como La casa de Bernarda Alba, La celestina, entre otras. 
En 1970, el TEC entró en crisis y Lucy viajó a Bogotá para conseguir trabajo. Luego el director Santiago García le propuso participar en una obra de teatro. Poco después ingresó al grupo La Candelaria, debutando con la obra La Buen Alma de Se Chuan y estuvo unida al grupo 3 años. Luego pasó al TPB donde debutó con la obra Los fusiles de la Señora Carrar, para luego participar en muchas otras obras. Por último participó también en la obra Orinoco. 
Debutó en las pantallas televisivas en la telenovela Recordarás mi nombre. Luego le siguieron otras telenovelas como La maraña, Lejos del nido, Los hijos de los ausentes, entre muchas más. Sus intervenciones televisivas más recientes son Amantes del desierto, Doña Bárbara y El clon. Ha estado retirada indefinidamente desde entonces.

## Trayectoria

### Televisión
- Todo es prestao (2016) — Pacha
- Hermanitas Calle (2016)
- El clon (2010) — Mamá Rosa
- Doña Bárbara (2008) — Eustaquia
- Amantes del desierto — Nemesia (2001)
- ¡Ay cosita linda mamá! — Roxana de Miranda (1998)
- Dos mujeres (1997)
- La mujer del presidente — Betty Trujillo de Guerrero (1997)
- Flor de oro — Lourdes de Erazo (1995)
- Almas de Piedra (1994)
- La maldición del paraíso (1993)
- En cuerpo ajeno — Gaetana Charry (1992)
- Castigo divino (1991) — Nerina
- Ana de Negro (1990)
- ¿Por qué mataron a Betty si era tan buena muchacha? — Úrsula Barrero (1989)
- Amar y vivir (1988)
- Los hijos de los ausentes (1988)
- Marcela (1987)
- Camila (1987)
- Vanessa (1987)
- Las muertes ajenas (1987)
- El lío (1984)
- La bruja de las minas (1982).
- El Secreto (1982).
- Mi nombre es Sergio, soy alcohólico (1981).
- El Cazador nocturno (1980).
- La cosecha (1979)
- La marquesa de Yolombó (1978).
- Recordarás mi nombre (1976).
- Revivamos nuestra historia.

### Cine
- Cuando rompen las olas (2006) — Doña Sofía.
- Bogotá 2016 (2001) — Mamá de Juan
- Amar y vivir (1990).
- Crónica de una muerte anunciada (1987).
- Visa USA (1986) — Madre de Adolfo.
- Tiempo de morir (1984) — Rosa.
- Viajar a ningún Pereira.
- La recompensa.

### Teatro
- La casona del odio.
- Teatro Popular Caracol.
- Dialogando.
- Teatro Coltevision.
- A la diestra de Dios Padre.
- La celestina.
- La discreta enamorada.
- La loca de Cahillot.
- La casa de Bernarda Alba.
- Edipo rey.
- La buen alma de Se Chuan.
- Los fusiles de la Señora Carrar.
- La boda del hojalatero.
- El espantapájaros que quería ser.
- Las sirvientas.
- Tartufo.
- La muerte del agente viajero.
- El largo viaje del día hacia la noche.
- Orinoco.

## Premios
| Año  | Categoría               | Telenovela o serie                                   | Resultado |
| ---- | ----------------------- | ---------------------------------------------------- | --------- |
| 1990 | Mejor actriz de reparto | ¿Por qué mataron a Betty, si era tan buena muchacha? | Ganadora  |